# Hôtel de la Caisse d'épargne de Niort
L'hôtel de la Caisse d'épargne est un bâtiment de la fin du XIXe siècle situé à Niort, en France. Il a autrefois accueilli un premier établissement bancaire, pour lequel il a été construit.

## Situation et accès
L'édifice est situé au no 24 de la rue du 24-Février (la parcelle s'étendant jusqu'à la rue du Chaudronnier), au sud du centre-ville de Niort, et plus largement au sud-ouest du département des Deux-Sèvres.

## Histoire

### Contexte
La Caisse d'épargne de Niort est décidée en 1833 par le maire, Paul-François Proust, et fondée en 1835. Elle est d'abord installée dans l'hôtel de ville jusqu'en 1850. Son premier capital municipal de 4 000 francs avec un apport supplémentaire de 6 000 francs à la suite d'un « appel à la bienfaisance des personnes notables de la ville ».

### Fondation
L'édifice est élevé en 1892 selon les plans de Georges Lasseron, architecte de Niort et également auteur d'autres édifices de cette ville comme l'hôtel de ville,.

### Accidents durant la construction
Lors de la construction, un tailleur de pierre est grièvement blessé par la chute d'un moellon. Le 11 octobre 1892, vers 8 h, Félix Guérin, un ouvrier sculpteur âgé de 18 ans et habitant la ville, tombe d'un échafaudage de 10 mètres de hauteur. Immobile, il saigne par une oreille et par le nez. Après des premiers secours par le docteur Solon, il est transporté à l'hôpital où le docteur Largeau diagnostique une fracture à la base du crâne et procède à l'extrémité du medius fracturé de la main gauche. Il ne s'agit pas d'une chute mortelle comme l'annonce la presse nationale relayant les télégrammes, puisque Guérin sort du coma et est progressivement rétabli.

### Inauguration et ouverture du service
Début novembre 1893, le comité directeur de la Caisse d'épargne se réunit et décide que la cérémonie d'inauguration ait lieu le dans ce mois. Pour cette cérémonie, le comité vote un versement de 2 000 francs à la caisse du bureau de bienfaisance pour les pauvres de la ville et élit le concierge pour ce nouvel hôtel. Les derniers travaux d'aménagement de l'intérieur sont accelérés les derniers jours qui précèdent le transfert des services ; l'installation a ainsi lieu le 30 novembre.

### Rachat
À partir de l'été 2011, le groupe Caisse d'épargne, en particulier sa branche Aquitaine-Poitou-Charentes (CE-APC), cherche à vendre cet hôtel historique, tout comme plusieurs autres bâtiments de la région afin de rationaliser son parc immobilier. En automne, la banque trouve un acquéreur potentiel : Socram Banque, qui occupe déjà un autre immeuble dans la même rue et dont la Caisse d'épargne est l'un des principaux partenaires. Socram Banque est en effet contrainte de s'étendre avec l'élargissement de ses activités : elle a été obligée de louer un bâtiment sur l'avenue de la Rochelle pour répondre à ses besoins, et l'acquisition de cet hôtel permet ainsi de regrouper ses salariés,. Fin novembre 2011, la Caisse d'épargne signe un compromis de vente avec Socram Banque, qui engage notamment cette dernière à louer le rez-de-chaussée à la première. Le même mois, des ouvriers commencent à défaire et reconditionner l'intérieur : la cafétéria du personnel est, par exemple, vidée et murée.
Cette vente recueille dès le 29 novembre la protestation du syndicat SUD Caisse d'épargne, un courrier est adressé au président du directoire de la CE-APC et SUD prévoit « une action en justice ». On estime que la démarche a été engagée à la suite de la construction du nouveau siège Atlantica à Bordeaux ; la somme dépensée pour cet hôtel historique de Niort s'élèverait à 3 millions d'euros.

### Incendie
Le 22 janvier 2013, un peu avant 15 h, un début d'incendie éclate dans une pièce du premier étage de l'immeuble, alors en cours de rénovation après le rachat par Socram Banque. Les sapeurs-pompiers de Niort interviennent pour le circonscrire, après avoir évacué la trentaine d'ouvriers présents, et en viennent à bout vers 16 h 30. Le sinitre auraient été provoqués après des travaux de soudage et a causé des dégâts limités.

### Inauguration de nouveaux locaux
La rénovation du bâtiment qui comprend l'installation de vastes bureaux, s'achève dans la première moitié de 2014,. La cérémonie d'inauguration des nouveaux locaux de Socram Banque a lieu le 22 mai 2014, au soir. Son siège présent dans la même rue, Socram Banque s'implante ainsi davantage dans le centre-ville de Niort.